# One Avighna Park
Le One Avighna Park est un gratte-ciel résidentiel de 266 mètres construit en 2017 à Mumbai en Inde.  